# Nathaniel Wyeth
Nathaniel Wyeth (Chadds Ford, 24 ottobre 1911 – 4 luglio 1990) è stato un ingegnere chimico e inventore statunitense noto per aver brevettato nel 1973 il PET.

## Biografia
Nacque nel Delaware da Carolyn Brenneman Bockius e Newell Convers Wyeth. Studiò ingegneria presso l'Università della Pennsylvania e, una volta laureato, iniziò a lavorare presso la General Motors per un breve periodo, per poi passare alla DuPont, dove esercitò la professione di chimico per più di quaranta anni. In quel periodo inventò oltre venticinque nuovi processi produttivi e prodotti per l'azienda. Il brevetto che lo rese maggiormente noto fu quello del Polietilene tereftalato, utilizzato per creare bottigliette per contenere bibite gasate, ovviando così al problema di contenere la pressione della bevanda.
Nel 1937 sposò Caroline Pyle, nipote di Howard Pyle (che fu il maestro del padre di Wyeth). Assieme ebbero sette figli: Newell, il musicista Howard, N. Convers III, Andrew, John, David, e Melinda.